# Robert Shields (mime)
Pour les articles homonymes, voir Robert Shields et Shields.
Robert Shields est un mime américain né le 26 mars 1951 à Los Angeles. Avec Lorene Yarnell, il a constitué un duo célèbre dans les années 1970, Shields and Yarnell.

## Biographie

### Jeunesse et débuts professionnels
Né à Los Angeles, Robert Shields est le benjamin d'une fratrie de trois enfants. Après des études secondaires à la North Hollywood High School, il s'intéresse au mime et se produit dans la rue devant le Hollywood Wax Museum. Il joue également dans un cirque ambulant au Canada, créant le personnage de Robbie le robot.
Il est repéré par le célèbre mime Marcel Marceau qui lui propose une scolarité gratuite dans son école à Paris. L'expérience est de courte durée, Shields ressentant le besoin de développer son propre style. De retour à San Francisco, il devient une des attractions d'Union Square. Il approfondit notamment la précision de ses mouvements et invente une danse dite « du robot » qui constitue les bases de la danse hip-hop, plus tard perfectionnée par Michael Jackson.

### Shields and Yarnell
En 1972, il rencontre Lorene Yarnell, chanteuse et danseuse de comédies musicales à Broadway et au cinéma, sur le tournage de l'émission spéciale Fol-de-Rol de Sid et Marty Krofft. L'alchimie entre les deux artistes est immédiate, chacun faisant bénéficier l'autre de ses connaissances (la danse pour Yarnell, le mime pour Shields). Ils peaufinent la gestique saccadée typique des robots et animatroniques de l'époque et leur capacité à ne pas cligner des yeux durant plusieurs minutes au travers de personnages qu'ils baptisent The Clinkers. Ils se marient la même année.
La qualité de leur travail attire rapidement l'attention de la télévision. Tout au long des années 1970, ils enchaînent les apparitions dans les plus grandes émissions de variétés (The Red Skelton Show, The Tonight Show Starring Johnny Carson, The Mac Davis Show, The Sonny and Cher Comedy Hour, etc.), jusqu’à ce que la chaîne CBS leur confie en 1977 leur propre émission : The Shields and Yarnell Show. Ils reçoivent un Emmy pour leur émission spéciale Toys on the Town en 1978, ainsi que le titre Las Vegas Entertainers of the Year et deux Georgie Awards decérnés par l'American Guild of Variety Artists.
En 1979, ils sont les invités du Muppet Show et apparaissent dans le téléfilm Le Retour des mystères de l'Ouest. En revanche, la comédie musicale à laquelle ils participent à Broadway en 1981, Broadway Follies, ne dépasse pas la première représentation.

### Séparation et reconversion
Après l'annulation de leur émission fin 1979, ils entament des carrières solos sans abandonner le style qui les a fait connaître : Shields interprète Bobby Joe le robot dans un épisode de Shérif, fais-moi peur en 1984, Yarnell Dot Matrix dans La Folle Histoire de l'espace de Mel Brooks en 1987. Le couple divorce en 1986, tout en conservant d'excellentes relations, reformant occasionnellement leur duo en tournée jusqu'en 2009.
Shields s'installe à Sedona (Arizona) et se tourne vers la création de bijoux, la sculpture et la peinture. En 1998, il est engagé par le Ringling Bros. and Barnum & Bailey Circus comme directeur de l'école de clowns.
Yarnell suit quant à elle son nouveau mari, Bjorn Jansson, en Norvège où elle enseigne la danse. Elle meurt le 29 juillet 2010, à l'âge de 66 ans, d'un anévrisme intracrânien,.
En 2024, un documentaire retraçant la carrière de Robert Shields et son influence dans le domaine du mime lui est consacré : Robert Shields: My Life as a Robot.

### Vie privée
Robert Shields a été marié à trois reprises : 
- de 1972 à 1986 avec Lorene Yarnell (divorce) ;
- de 2006 à 2007 avec la chanteuse Laurie Burke (morte d'une tumeur au cerveau) ;
- de 2009 à 2014 avec Jennifer Griffiths (divorce).

## Filmographie

### Cinéma
- 1974 : Conversation secrète (The Conversation) de Francis Ford Coppola : le mime
- 1974 : Catch the Black Sunshine (en) de Chris Robinson
- 1976 : Le Justicier solitaire (en) (Tomcats) d'Harry Kerwin : le chef Henderson
- 2011 : Sedona de Tommy Stovall : Sky

### Télévision

#### Téléfilms
- 1972 : Fol-de-Rol de Sid et Marty Krofft : le mime
- 1979 : Le Retour des mystères de l'Ouest de Burt Kennedy : Alan
- 1982 : Spuk im Spielzeugparadies de Trevor Evans
- 1993 : Count DeClues' Mystery Castle de Bob Logan : Botler

#### Séries télévisées
- 1971 : Banyon, épisode pilote de Robert Day : l'homme mécanique
- 1976 : The Mac Davis Show : Shields et Yarnell
- 1976–1977 : The Sonny and Cher Comedy Hour : Shields et Yarnell
- 1978 : Wonder Woman, épisode Formicida (3.6) : Doug
- 1979 : Le Muppet Show : Shields et Yarnell
- 1980 : Hagen (en), épisode Hear No Evil (1.3) : Toby
- 1984 : Shérif, fais-moi peur (The Dukes of Hazzard), épisode 4 Robot Coltrane (7.4) : Bobby Joe le robot
- 1984 : Enchanted Musical Playhouse, épisode The Steadfast Tin Soldier : le soldat de plomb
- 1985 : New Love, American Style, épisode Love and the Mime
- 1986 : Zoobilee Zoo, épisode Whazzat the Clown (1.41) : Elmo